# Лука
Лука је грађевина за пристајање бродова и претовар терета с бродова и на њих. Обично се налази на обали мора, језера или ријека. Луке често имају опрему за претовар терета као што су дизалице и виљушкари, чији власници могу бити приватне особе или јавне установе. Често се у близини луке налазе постројења за конзервирање и друге врсте обраде робе. За функционисање луке важна је дубина воде у каналима или везовима, заштита од вјетра, таласа и олуја, као и приступ копненим пријевозним средствима као што су жељезница и камиони.
Иако се обично налазе на морској обали или естуарију, луке се такође могу наћи далеко у унутрашњости, као што су Хамбург, Манчестер и Дулут; ове приступају мору преко река или канала. Због своје улоге као улазних лука за имигранте, као и војнике током рата, многи лучки градови су доживели драматичне мултиетничке и мултикултуралне промене током своје историје.
Луке су изузетно важне за глобалну економију; 70% глобалне трговине робом по вредности пролази кроз луку. Из тог разлога, луке су такође често густо насељена насеља која обезбеђују радну снагу за прераду и руковање робом и повезане услуге за луке. Данас далеко највећи успон развоја лука бележи Азија, континент са неким од највећих и најпрометнијих лука на свету, као што су Сингапур и кинеске луке Шангај и Нингбо-Џушан. Од 2020. године, најпрометнија путничка лука у Европи је лука Хелсинки у Финској. Поред тога, постоје бројне мање луке које могу служити само њиховом локалном туризму или рибарској индустрији.
Луке могу имати широк утицај на животну средину на локалну екологију и водене путеве, а што је најважније на квалитет воде. То може бити узроковано багеровањем, изливањем и другим загађењем. Луке су под великим утицајем променљивих еколошких фактора изазваних климатским променама, пошто је већина лучке инфраструктуре изузетно осетљива на пораст нивоа мора и обалске поплаве. На међународном плану, глобалне луке почињу да идентификују начине за побољшање праксе управљања приобаљем и интегришу праксе прилагођавања климатским променама у њихову изградњу.
Највеће и најпрометније луке по континентима:
- Европа — Ротердам, Холандија
- Африка — Дурбан, Јужноафричка република
- Сјеверна Америка — Сан Педро, САД
- Јужна Америка - Сантос, Бразил
- Азија - Шангај, НР Кина
- Аустралија - Порт Хедланд, Аустралија

## Историјске луке
Где год су се древне цивилизације бавиле поморском трговином, тежиле су да развијају морске луке. Једна од најстаријих познатих вештачких лука на свету је Вади ал-Јарф на Црвеном мору. Упоредо са проналаском лучких објеката пронађена су и античка сидра.
Остале древне луке укључују Гуангџоу током кинеске династије Ћин и Канопус, главну египатску луку за грчку трговину пре оснивања Александрије. У старој Грчкој, атинска лука Пиреј била је база за атинску флоту која је играла кључну улогу у бици код Саламине против Персијанаца 480. п. н. е. У древној Индији од 3700. п. н. е, Лотал је био проминентни град цивилизације долине Инда, који се налазио у региону Бал модерне државе Гуџарат. Остија антика је била лука старог Рима са Портом који је основао Клаудије и куја је проширена у Трајаново доба да допуни оближњу луку Остији. У Јапану, током едо периода, острво Дејима је била једина лука отворена за трговину са Европом и примала је само један холандски брод годишње, док је Осака била највећа домаћа лука и главно трговачко средиште за пиринач.
Познато је да су посткласична свахили краљевства имала трговачка острва и трговачке путеве са исламским светом и Азијом. Грчки историчари су их описали као „метрополе“. Познате афричке трговачке луке као што су Момбаса, Занзибар, Могадишу и Килва биле су познате кинеским морнарима као што је Џенг Хе и средњовековним исламским историчарима као што је берберски исламски путник Абу Абдулах ибн Батута.